# Azucena Maizani

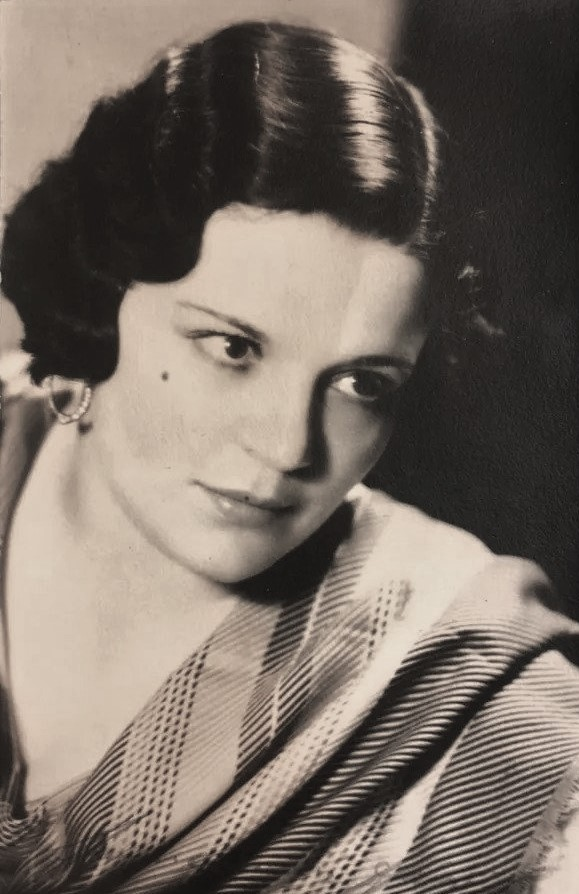
Azucena Maizani

Azucena Maizani (ur. 17 listopada 1902  – zm. 15 stycznia 1970) -  śpiewaczka tang argentyńskich.
Debiutowała w Teatro Nacional 23 czerwca, 1923 roku tangiem Padre Nuestro (Ojcze Nasz), który powtarzała 5 razy. Pochowana jest na cmentarzu de la Chacarita w Buenos Aires. W jej repertuarze było m.in. tango Uliczkę znam w Barcelonie.